# Domine Non Es Dignus
Domine Non Es Dignus es el segundo álbum de estudio de la banda británica de black metal Anaal Nathrakh.
En este álbum, la banda cambia su estilo de raw black metal hacia un Black Metal Melódico, con algo de influencia de Brutal Death Metal. En el nuevo estilo también se incluyen voces limpias para darle al sonido una atmósfera más caótica y a la vez melódica.
El nombre del disco está en latín y significa "Señor, no eres justo".

## Trasfondo conceptual
El título de la canción "Rage, Rage Against the Dying of the Light" fue extraído del poema "Do not go gentle into that good night" escrito por Dylan Thomas. Algunos temas cuentan con fragmentos sampleados de películas como Hellraiser (en "Revaluation of All Values …") y 1984 (en "Do Not Speak").[cita requerida] El título de la canción "Procreation of the Wretched" es un tributo a la canción de Celtic Frost "Procreation of the Wicked". El título del tema "Revaluation of All Values …" hace referencia a "la transvaloración de todos los valores" (Umwertung aller Werte), un concepto central en la filosofía de Friedrich Nietzsche, lo cual incluye la reevaluación de la humildad y la pobreza como virtudes en sistemas de valores como el cristianismo.

## Lista de canciones
Todas las canciones escritas y compuestas por Anaal Nathrakh. 
| N.º | Título                                                               | Duración |  |
| 1.  | «I Wish I Could Vomit Blood on You… …People»                         | 1:51     |  |
| 2.  | «The Oblivion Gene»                                                  | 3:06     |  |
| 3.  | «Do Not Speak»                                                       | 5:33     |  |
| 4.  | «Procreation of the Wretched»                                        | 4:35     |  |
| 5.  | «To Err Is Human, to Dream – Futile»                                 | 3:47     |  |
| 6.  | «Revaluation of All Values (Tractatus Alogico Misanthropicus)»       | 4:49     |  |
| 7.  | «The Final Destruction of Dignity (Die letzten Tage der Menschheit)» | 3:33     |  |
| 8.  | «Swallow the World»                                                  | 3:59     |  |
| 9.  | «This Cannot Be the End»                                             | 6:24     |  |
| 10. | «Rage, Rage Against the Dying of the Light»                          | 4:25     |  |

## Integrantes
Tomado según el folleto del álbum
- V.I.T.R.I.O.L. - Letrista, Arúspice y autor de conceptos distopticos. Blasfemo vomitador vocalista del armageddon.
- Irrumator - Compositor y portador de Armas de Destrucción Masiva.